# Tafeltennis op de Middellandse Zeespelen 2005
Tafeltennis is een van de sporten die beoefend werden tijdens de Middellandse Zeespelen 2005 in Almería, Spanje. Er waren vier onderdelen: twee voor mannen, twee voor vrouwen.

## Uitslagen

#### Mannen
| Event      | Goud                                      | Zilver                      | Brons                          |
| ---------- | ----------------------------------------- | --------------------------- | ------------------------------ |
| Enkelspel  | Min Yang                                  | Roko Tosic                  | Slobodan Grujic                |
| Dubbelspel | Slobodan Grujic en Aleksandar Karakašević | Zhiwen He en Carlos Machado | Sasa Ignjatovic en Bojan Tokic |

#### Vrouwen
| Event      | Goud                                 | Zilver                               | Brons                                 |
| ---------- | ------------------------------------ | ------------------------------------ | ------------------------------------- |
| Enkelspel  | Tamara Boros                         | Wenling Tan Monfardini               | Nikoleta Stefanova                    |
| Dubbelspel | Silvija Erdelji en Anamarija Erdelji | Carole Grundisch en Laurie Phai Pang | Laura Negrisoli en Nikoleta Stefanova |

## Medaillespiegel
| Plaats | Land                 | Goud | Zilver | Brons | Totaal |
| 1      | Servië en Montenegro | 2    | 0      | 1     | 3      |
| 2      | Italië               | 1    | 1      | 2     | 4      |
| 3      | Kroatië              | 1    | 1      | 0     | 2      |
| 4      | Frankrijk            | 0    | 1      | 0     | 1      |
| 4      | Spanje               | 0    | 1      | 0     | 1      |
| 6      | Slovenië             | 0    | 0      | 1     | 1      |
| Totaal | Totaal               | 4    | 4      | 4     | 12     |

1979 · 1987 · 1991 · 1993 · 1997 · 2001 · 2005 · 2009 · 2013 · 2018 · 2022
Atletiek · Basketbal · Bocce · Boksen · Boogschieten · Gewichtheffen · Golf · Gymnastiek · Handbal · Judo · Kanovaren · Karate · Paardensport · Roeien · Schermen · Schietsport · Tafeltennis · Tennis · Voetbal · Volleybal · Waterpolo · Wielersport · Worstelen · Zeilen · Zwemmen